# Дейв Грол
Дейвид Ерик Грол (англ. David Eric Grohl), по-известен като Дейв Грол е рок музикант, композитор, продуцент и фронтмен на групата Фу Файтърс от САЩ. Той е най-дълго задържалият се барабанист на гръндж бандата от 90-те Нирвана. Той е също и барабанист и един от създателите на групата Them Crooked Vultures. Участва в турнетата на рок бандата Queens Of The Stone Age. През 2014 като бивш член на Нирвана е приет в Rock and Roll Hall of Fame.

## Биография
Дейв Грол е роден в Уорън, Охайо – син на учителка и новинар. Той има германска, ирландска и словашка кръв. Като дете семейството му се мести в Спрингфийлд, Вирджиния, но когато е на 7 родителите му се развеждат и той остава при майка си. Започва музикалната си кариера в началото на 80-те години като барабанист на различни групи в района на Вашингтон САЩ, като най-значителната между тях е Скрийм (Scream) където се налага да лъже за възрастта си, за да го одобрят и вземат.
Най-голямо влияние върху стила му, както сам признава има Джон Бонам – барабаниста на Лед Цепелин. През 1990 г., след разпадането на Скрийм, Грол се присъединява към Нирвана. Макар именно с неговото идване да се поставя началото на Нирвана-манията, самият Дейв никога не се е имал за истински член на групата. Вторият албум на Нирвана Nevermind, излязал през 1991, постига световен успех. Той остава до края на нейното съществуване и взема участие в продължилия години съдебен процес за музикалното наследство на Кърт Кобейн, воден между него и Крис Новоселич от една страна и Къртни Лав (вдовицата на Кобейн) от друга.
По времето на Нирвана Дейв Грол издава и собствен материал Pocketwatch 1992. След смъртта на Кърт Кобейн през април 1994 Грол се налага да вземе решение какво да прави със себе си след шока. След 6 месеца работа той влиза в Робърт Ланг студио и записва 15 демо парчета. Както това ще се случи и по-късно, той самият изпълнява всички инструменти с изключение само на една китара на едно от парчетата. Предизвиква много голям интерес всред продуцентите, но той самия не се вижда като соло изпълнител и решава да направи група. Така се създава Фу Файтърс – с китариста на Нирвана Пат Смеър, Уилям Голдсмит и Нейт Мендел (от разпадналата се банда Sunny Day Real Estate). След професионално направен микс неговият материал става първият албум на Фу Файтърс. По време на работата по вторият албум между Грол и Голдсмит се появява спор, водещ до напускане на Голдсмит, който е заместен по-късно от бившия барабанист на Аланис Морисет – Тейлър Хоукинс.
На 12.06. 2015 по време на изпълнение в Гьотеборг, Швеция Грол пада и чупи крак на сцената. Кракът бива гипсиран и той се връща и довършва концерта.

## Личен живот
Първият му брак с Дженифър Янгблъд просъществува само 3 години 1994 – 97. На 03.08.2003 Дейв Грол се жени повторно за Джордин Блум, с която имат 3 дъщери – Вайълет Мей (15.04.2006), Харпър Уилоу (17.04.2009) и Офелия Сейнт (01.08.2014).
В 2012 Д. Грол е третият най-богат барабанист в света след Ринго Стар и Фил Колинс, притежаващ 260 млн. долара. Грол не завършва училище и все още не знае как да чете и пише музика професионално, с ноти – прави музика по слух.
В лично изявление казва, че никога не е употребявал кокаин, хероин и спийд, само пушел канабис до 20-ата си година. Грол е демократ и поддържа Обама, също защитава правата на гейовете.
Родният му град Уорън му дава символичен ключ на града през август 2009. Има улица с неговото име и паметник изобразяващ 409 кг палка за барабани в негова чест, който даже чупи рекорда на Гинес.
През 2000 г. бива арестуван в Австралия, по време на тур, за каране на скутер в нетрезво състояние и глобен 400 долара заедно с отнемане на шоф. му книжка за 3 месеца.
На 18.04.2017 майката на Дейв Вирджиния Грол (бивша учителка) издава книга със заглавие „От люлката до сцената“ в която описва какво е да отглеждаш рок звезда в отсъствието на баща, как преодолява новината че Дейв не завършва училище и свиренето в долнопробни барове, отчаянието след смъртта на Кърт Кобейн, светът на рока и истерията на феновете, които твоето собствено дете предизвиква. Има интервюта с майки на други рок звезди.